# Sperm
Sperm è il secondo album del gruppo tedesco OOMPH!. La copertina raffigura tre spermatozoi, uno dei quali somiglia molto ad uno squalo. Sullo sfondo, invece, vi sono alcune gocce di sperma.

## Tracce
1. Suck-Taste-Spit
2. Sex
3. War
4. Dickhead
5. Schisma
6. Feiert Das Kreuz
7. Love
8. Das Ist Freiheit
9. Kismet
10. Breathtaker
11. Ich Bin Der Weg
12. U Said (Live)